# Ceratophryidae
A Ceratophryidae a kétéltűek (Amphibia) osztályába és  a békák (Anura) rendjébe tartozó  család.

## Rendszerezés
- Ceratophrys – Wied-Neuwied, 1824
- Chacophrys – Reig & Limeses, 1963
- Lepidobatrachus  – Budgett, 1899

## Elterjedése
A családba tartozó fajok Dél-Amerikában honosak.